# تيتوس توبلر
تيتوس توبلر (و. 1806 – 1877 م) هو سياسي، ومستكشف، وطبيب سويسري، توفي في ميونخ، عن عمر يناهز 71 عاماً.

## مناصب
تولى منصب عضو المجلس الوطني السويسري
.